# 銀川駅

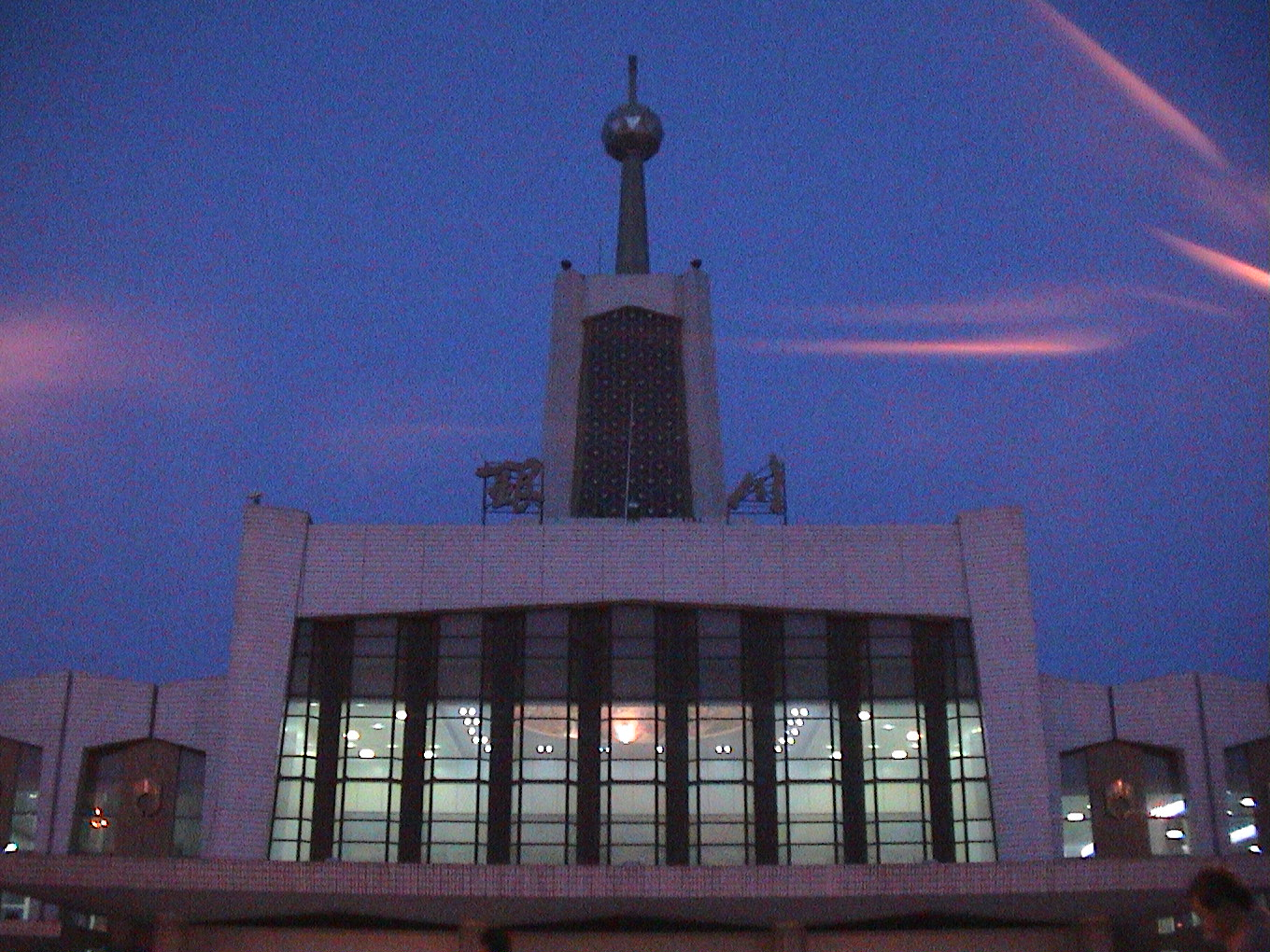
Old Yinchuan Railway Station

銀川駅（ぎんせんえき/中国語簡体字：银川火车站/正体字：銀川火車站）は中華人民共和国寧夏回族自治区銀川市金鳳区にある中国国鉄蘭州鉄路局銀川分局が管轄する駅である。

## 駅構造
7面14線を持つ地上駅で貨物扱い設備とヤードを併設する。

## 所属路線
- 中国国鉄
  - 包蘭線：包頭駅起点より511km、蘭州駅終点まで468km
  - 太中銀線：終点、太原南駅起点より712km。
  - 銀新支線：新城駅終点まで10.751km[2] （貨物線）
  - 石汝支線（平汝線）：実際の起点は石嘴山駅であり、本駅は運行上の起点である。汝箕溝駅終点まで143km

## 利用状況
本駅は包蘭線、太中銀線、石汝支線、銀新支線の旅客、貨物を扱う一等駅である。2009年6月現在、一日に発着する旅客列車は26本で、石汝支線の2往復を含めて10本の始発列車がある。年間旅客発送量は95万人、一日平均旅客発送量は6000人、貨物処理は700件を超える。

## 駅周辺
- 興盈賓館
- 芙蓉樽賓館
- 銀川鉄道賓館
- 頤恒賓館
- 鉄路医院
- 中国建設銀行

## 歴史
- 1958年 - 開業。
- 1988年7月27日 - 新たに広大な駅施設を設けて移転開業[4]。
- 1990年4月1日 - 銀川客運段が設立[5]。
- 2009年3月 - 駅の大規模な改造工事を開始[6]。
- 2011年1月11日 - 太中銀線が開業[7]。
- 2011年1月11日- 西銀高速鉄道が開業[8]。

## 隣の駅
中国国鉄
包蘭線・石汝支線
暖泉駅 - 芦花台駅（五等駅） - 西湖駅（五等駅） - 銀川駅 - 平吉堡駅（五等駅） - 黄羊灘駅
太中銀線
銀川南駅 - 銀川駅